# 王定一 (1908年)
王定一（1908年8月—1991年5月19日），原名杨贵德，万载县白水乡永新村故寺土段人。中华人民共和国政治人物。

## 生平
1928年6月，在白水秘密参加农民协会，同年8月参加赤卫队、少年先锋队，1929年3月加入中国共产党。曾任万载县三区共青团区委巡视员、书记、县总工会青工部长。1931年参加红军，任湘鄂赣独立第一师青年干事。1934年10月，参加红军长征，任红十八军宣传干事、连指导员、组织干事、红二方面军第四师组织科长，十二团代理政委，红二方面军第六师组织科长。抗日战争期间后，任八路军120师三五八旅七一六团组织股长、政治部主任、旅政治部组织科长、警备第六团政委。1944年被选为党的七大候补代表。同年9月，任晋西北第二军分区政治部主任、晋绥军区组织部长、政治部副主任。
中华人民共和国成立后，历任中共川西区党委副秘书长、川西七县农民协会联合办事处主任，川西行署委员兼行署监察委员会副主任，四川省人民政府委员，四川省供销社主任、党组书记，供销合作总社全国委员会委员，四川省商业厅副厅长兼党委副书记，四川省物资厅厅长、党组书记，省财贸办公室副主任、党组书记兼省工商行政管理局局长，第三届全国人大代表，中共四川省第一、三次代表大会代表，第一、三届四川省委委员，第三届四川省人大代表，第四、五届四川省政协副主席。1991年5月19日，在成都逝世，终年83岁。